# Constantin Șerban
Constantin Șerban (numit și Cârnul; n.  ? – d. 1685, Uniunea Polono-Lituaniană) a fost domn al Țării Românești și al Moldovei. Prima domnie în Țara Românească a avut loc între 19 aprilie 1654 - 26 ianuarie 1658, iar a doua domnie în lunile mai și iunie 1660 . Prima sa domnie în Moldova a fost în octombrie - noiembrie 1659, iar a doua între 31 ianuarie - februarie 1661.

## Biografie
Constantin era fiul lui Radu Șerban,  domn al Țării Românești, fiind descendent al Craioveștilor și al Basarabilor din Oltenia. După cum relatează Paul de Alep, Matei Basarab a poruncit ca tânărul Constantin să fie însemnat la nas, ceea ce ar fi trebuit să îl pună în imposibilitate de a domni. Rana s-a vindecat în mare măsură, dar de aici vine însă și porecla viitorului domnitor. 
În 1644 avea funcția de serdar (denumire dată șefului călărimii) și luptă în Transilvania pentru principele Rákóczi al II-a, fiind trimis de Matei Basarab cu 6000 de oameni. Curțile sale se aflau în satul Dobreni, unde astăzi se mai păstrează biserica și ruinele conacului. A fost căsătorit cu Bălașa, fiica stolnicului Nicolache.
A ajuns domn cu ajutorul lui Gheorghe Rákóczi al II-lea, principele Transilvaniei (1648-1660). Tot cu ajutorul lui Rákóczi a înăbușit în sânge la Șoplea, pe Teleajen, o răscoală a seimenilor (corp de mercenari) în 1655, în fruntea cărora se afla rivalul său Hrizea Vodă. Din cauza celor două revolte ale seimenilor și dorobanților din 1654 și 1655, care au prădat țara, Constantin Șerban pierde sprijinul boierilor și al țării.  
În anul 1659 Constantin Șerban a intrat în Moldova și l-a bătut la Jijia pe Gheorghe Ghica, dar acesta se întoarce cu ajutorul tătarilor și îl alungă peste munți. 
În mai 1660 intră în București împotriva aceluiași Gheorghe Ghica (1659-1660), devenit între timp domn al Țării Românești și îl alungă peste Dunăre, dar armatele turco-tătare îl repun pe tron, iar Constantin Șerban este nevoit să se retragă. Face o nouă expediție în Moldova împotriva lui Ștefăniță Lupu („Papură Vodă”) (1659-1661), dar nereușind o victorie decisivă, este nevoit să se retragă.
În momentul în care a fost mazilit de turci, s-a refugiat în Transilvania, unde și-a cumpărat moșii în județul Bihor. A murit în Polonia, în anul 1685, înregistrând astfel cea mai lungă pribegiei a unui domnitor român.

## Ctitorii
Constantin Șerban a ridicat Catedrala Patriarhală din București (care poartă hramul Sfinții Împărați Constantin și Elena, în cinstea ctitorului ei), biserica ortodoxă din Muncaciu în 1661 și pe cea din Tinăud, județul Bihor. Tot el a ctitorit  și biserica Sfântul Gheorghe (1656) din centrul Piteștiului.
Ca domn a dăruit Mitropoliei din Alba Iulia 6.000 de aspri anual.

## Pribegia în Polonia
Fiind lipsit de fonduri, fostul domn a încercat să-și recupereze o parte din banii împrumutați principilor ardeleni. La 15 aprilie 1666, aflat în castelul Borș, Constantin cerea restituirea sumei de 5.000 de galbeni împrumutați lui Acațiu Barcsay pentru plata tributului Transilvaniei, precum și a 1.000 de taleri prețul unei blăni de samur dată aceluiași principe. Cererea sa a fost respinsă de principele Mihai Apafi, pe motiv că nu el primise banii. A primit însă suma de 10.000 de taleri de la văduva principelui Gheorghe Racoți al II-lea pentru răscumpărarea cetății Șinteu și a curiei de la Aleșd.
A început să spere că va ocupa din nou tronul unei țări române în 1672, cu ocazia războiului turco-polon. La 11/23 noiembrie 1673 a avut loc lupta de la Hotin unde generalul Ioan Sobieski a obținut o strălucită victorie asupra otomanilor. În oastea lui Sobieski care a trecut Nistrul se aflau două steaguri de români (fiecare cu câte 100 de călăreți), dintre care unul era condus de Constantin Șerban. Nu a primit însă ajutorul sperat din partea polonezilor, așa încât nu a putut recăpăta domnia.
În 1675, în fruntea unui mare detașament de 6.000 de oșteni, continua să lupte în Ucraina, ocazie cu care a putut pune ultima dată piciorul pe pământ românesc, la Soroca.
La 21 august 1681, Constantin împreună cu soția sa Nedelea, dăruiau bisericii Sf. Onufrie de la Schitul Nou din Lawrow o bucată de lemn din crucea Mântuitorului „pentru iertarea păcatelor și pentru sănătatea noastră trupească și sufletească”. În cronica mănăstirii, fostul domn este denumit „domnul Moldovei, voevod al Ungrovlahiei și al întreg ținutului de la Nistru stăpânitor”, titlu pe care nu-l mai purtase nici un alt voievod român. Constantin a sfârșit prin a fi înmormântat la această mănăstire.
La 22 iunie 1682, regele Sobieski i-a dăruit fostului domn moșia Waniowice, din domeniile regale, constituită dintr-un complex de mai multe sate. Regele motiva dania prin faptul că beneficiarul ei „pentru slujba noastră și a Republicii și-a pus în cumpănă sănătatea și averea și s-a lipsit de bunurile sale”. După moartea soției sale, Nedelea, moșia a intrat în stăpânirea altor pribegi, boierii moldoveni filopoloni Ilie Moțoc și Nicolae Murguleț.

## Familie
Constantin a fost fratele după tată al Elinei Cantacuzino. Aceasta a fost la rândul său mama domnitorului Șerban Cantacuzino și bunica (prin fiica sa, Stanca) lui Constantin Brâncoveanu.

## Galerie de imagini

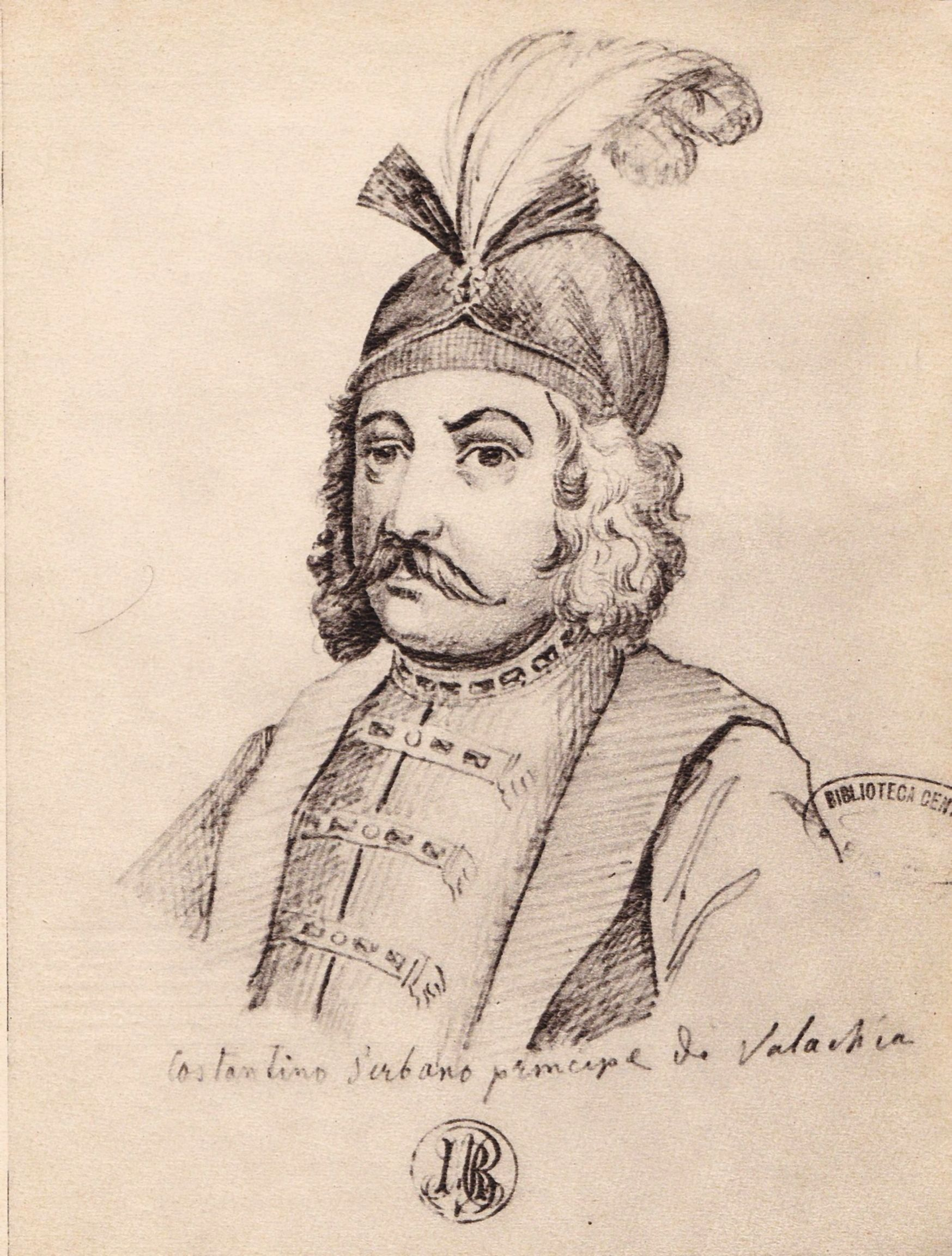
Constantin Șerban - de Barbu Iscovescu
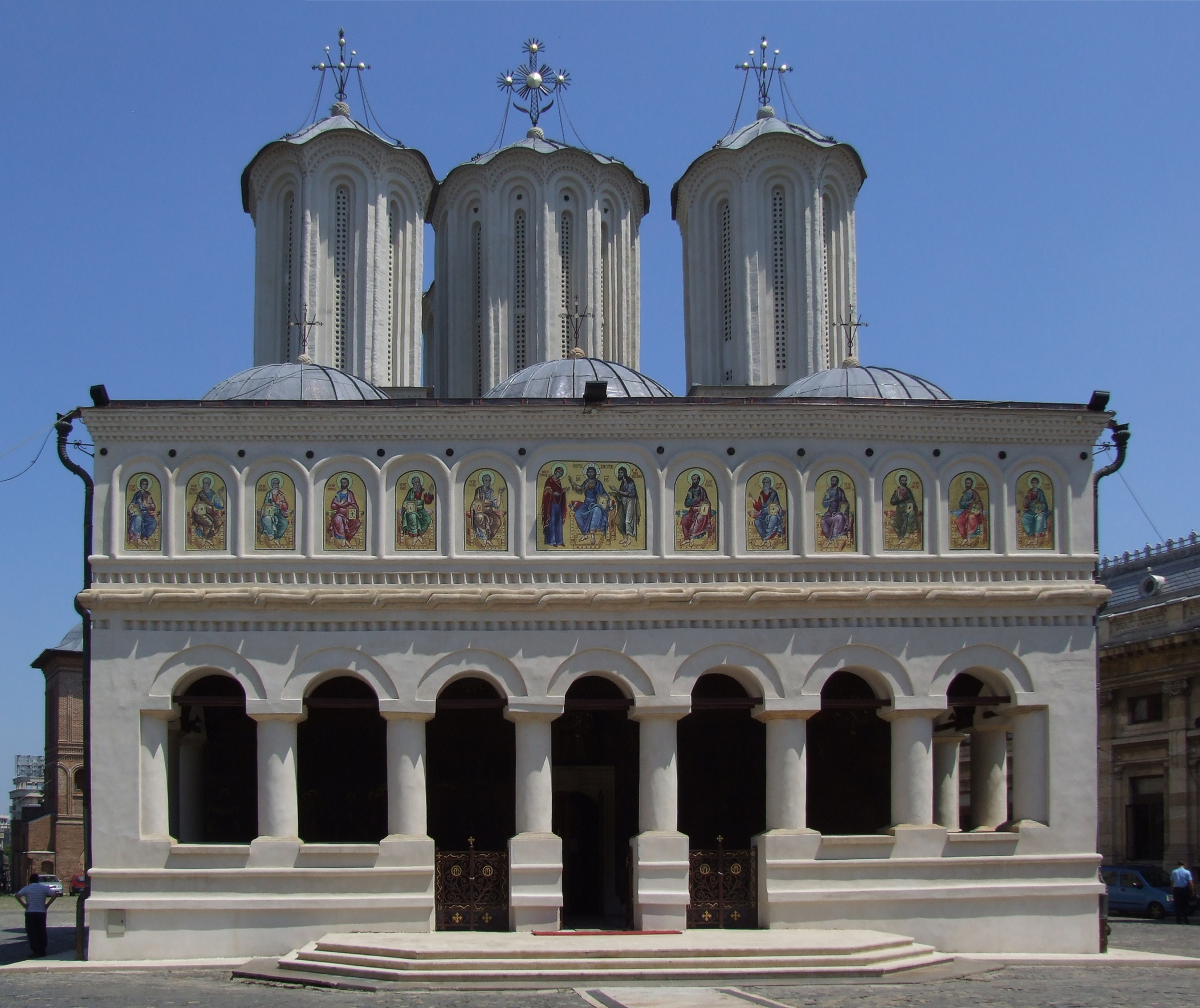
Catedrala Patriarhală din București, ctitorită de Constantin Șerban și soția acestuia, Bălașa.